# 위치 에너지

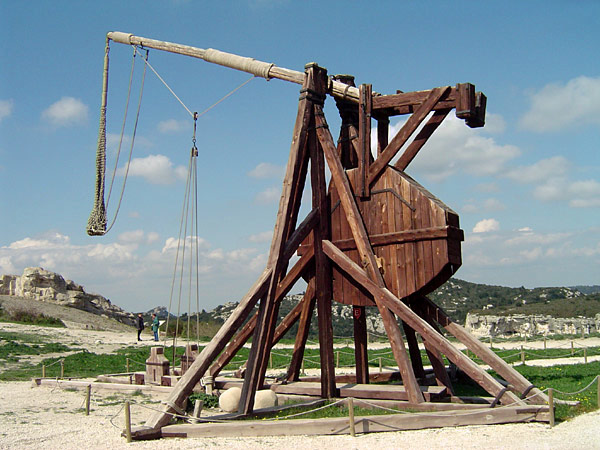

위치 에너지(영어: potential Energy 퍼텐셜 에너지[*])는 물리학에서, 물체나 계에 저장되는 에너지로, 보존력에 대한 그 물체의 상대적인 위치에 의해 결정된다. 예컨대 입자의 위치 에너지는 그 입자를 힘 {\displaystyle {\vec {F}}}에 의해 위치 1에서 위치 2로 움직이는 데 필요한 일의 양과 같다.
위치 에너지는 상대적인 양이기 때문에 실제로 물리적 의미를 갖는 것은 위치 에너지 간의 차이이며, 기준점을 정해서 사용하기도 한다. 위치 에너지는 운동 에너지와 같은 다른 형태의 에너지로 바뀔 수 있으며, 그 과정에서 일을 하게 된다. 위치에너지의 단위는 일이나 다른 형태의 에너지와 같은 단위를 사용하여 SI 단위계에서 줄(J로 나타냄)이다.

## 어원
"위치 에너지"라는 용어는 19세기에 스코틀랜드의 물리학자인 윌리엄 랭킨이 처음 사용하였다.

## 개관
위치 에너지는 계에 저장되는 에너지로, 에너지 준위가 낮은 쪽으로 물체를 끌어 당기는 형태의 힘, 즉 복원력(Restoring force)이 작용할 때에 존재한다. 예를 들면, 용수철이 왼쪽으로 늘어나면 원형으로 돌아가려는 힘이 오른쪽으로 작용하게 된다. 이와 유사하게, 어떤 질량이 지면에서 들어올려질 경우 아래 방향으로 중력이 작용하여 낮은 위치가 되도록 한다. 여기서 처음에 가했던 행동은, 예컨대 질량을 들어올리거나 용수철을 당기려고 할 때는 모두 에너지를 필요로 하게 된다. 질량을 들어올리기 위해 가해준 에너지는 중력장 하의 그 물체의 위치에 저장된다. 용수철을 놓아버리거나 질량을 떨어트렸을 때, 이 저장된 에너지는 복원력에 의해 운동 에너지로 바뀌게 된다. 여기서 복원력은 용수철의 경우에 탄성력이며, 질량의 경우엔 중력이다. 롤러코스터를 생각해보자. 롤러코스터가 경사를 올라가면 위치 에너지를 가지게 되며, 최고점에서의 위치 에너지가 가장 크다. 롤러코스터가 다시 빠른 속도로 내려가면서 위치 에너지는 운동 에너지로 바뀌게 되며, 최저점에서의 운동 에너지가 가장 크다. (마찰로 손실되는 에너지를 무시할 경우, 운동 에너지와 위치 에너지는 에너지 보존의 법칙을 만족한다.)
좀 더 엄밀하게 말하자면 위치 에너지는 상대적인 위치에 따라 물체가 가지는 에너지 간의 차이를 의미하며, 그렇지 않은 경우는 기준점이나 기준면을 정해서 사용한다.
위치 에너지에는 다양한 종류가 있으며, 각각의 위치 에너지에는 각각의 힘이 대응한다. 예를 들면, 탄성력에 대해 한 일은 탄성 위치 에너지이며, 중력의 경우 중력 위치 에너지, 전기력(Coulomb force)의 경우는 전기 위치 에너지, 바리온 입자가 강한 핵력(강력)이나 약한 핵력(약력)에 대해 한 일은 핵 위치 에너지, 분자력에 대한 일은 분자 간 위치 에너지라고 한다. 또한 화석 연료 따위에 저장된 에너지를 일컫는 화학 위치 에너지는 분자 내부의 재배열 과정 중에 전기력에 대해 한 일이 된다.
위치에너지에서 유도 할 수 있는 힘은 보존력이라고도 부른다. 보존력이 한 일은 다음과 같이 나타낼 수 있다.
{\displaystyle \,W=-\Delta U}
이 때 {\displaystyle \Delta U}는 힘에 의한 위치에너지의 변화를 의미한다. 마이너스 기호는 역장과 반대방향으로 행해진 일이 위치에너지를 증가시켰음을 의미하며, 역장에 의한 일은 위치에너지를 감소시킨다. 일반적으로 위치에너지를 나타내는 기호로 U, V, 그리고 Ep를 사용한다.

## 일과 위치에너지
위치에너지는 여러 가지 힘과 밀접하게 연관되어 있다. 경로에 의존하지 않는 힘이 A에서 B까지 물체에 일을 한다면 이 힘으로 인한 일은 A지점에서 어느 지점까지라도 스칼라 값으로 측정되며, 스칼라 퍼텐셜 장을 형성한다. 이 경우 힘은 퍼텐셜 장의 벡터 그래디언트의 역이라고 할 수 있다.
일을 하기 위해 가해진 힘이 경로에 의존하지 않을 때, 그 힘에 의한 일의 크기는 물체가 이동한 궤적의 시작점과 끝점만을 기준으로 측정되는데, 이는 임의의 두 점 xA와 xB에서 그 사이의 이동 거리를 무시한 채 계산되는 에너지의 함수 U (x)가 적용됨을 의미한다. 일반적으로 이 함수는 보존력이 한 정방향의 일이 위치에너지를 감소시킴을 드러내기 위해 마이너스 기호와 함께 쓰이며, A에서 B까지의 경로를 C라고 할 때, U (x)는 다음 식과 같이 나타낼 수 있다.
{\displaystyle W=\int _{C}\mathbf {F} \cdot \mathrm {d} \mathbf {x} =U(\mathbf {x} _{A})-U(\mathbf {x} _{B})}
행해진 일이 이동 경로와 무관하기 때문에 이러한 표현은 A에서 B까지의 어떠한 경로 C에서도 성립하며, 함수 U (x)는 가해진 힘에 대한 위치에너지라고 할 수 있다.
위치에너지를 갖는 힘의 예시로 중력과 탄성력 등이 있다.

## 힘점에 의한 운동
천문학이나 미시물리학에서는 불특정 힘원점에 대해 에너지를 기술해야 한다. 이때는 위치 에너지의 기준을 정할 수가 없기 때문에 무한 원점을 위치 에너지 기준면으로 삼는다.